# Adygejsk
Adygejsk (ros. Адыгейск, adygejski Адыгэкъалэ) – miasto w Rosji, w Republice Adygei, 100 km na północny zachód od Majkopu.

## Położenie
Miasto położone jest w północno-zachodniej części Republiki Adygei, ok. 15 km na południowy wschód od Krasnodaru. Leży w dolinie rzeki Kubań, w pobliżu południowo-zachodniego krańca Zbiornika Krasnodarskiego.

## Historia
Pierwsza osada powstała tu z końcem lat 60. XX wieku. Jako pierwsi zamieszkali ją budowniczowie powstającej niedaleko zapory krasnodarskiej i wielkiego Zbiornika Krasnodarskiego. Na szybki wzrost ludności osady wpłynęło osiedlenie się w niej części z ok. 16 tysięcy mieszkańców wiosek wysiedlonych pod budowę zbiornika. Osada została nazwana Adygejsk (ros. Адыгейск) od etnonimu ludu, na terenach którego realizowano budowę (Adygeja). W 1976 roku osada uzyskała prawa miasta, które zostało przemianowane na Teuczeżsk (ros. Теучежск) na cześć narodowego poety czerkieskiego, Cuga (Tagira) Teuczeża (ros. Цуг Теучеж). W 1990 r. przywrócono pierwszą nazwę, Adygejsk.

## Demografia
- 2013 – 12 444[6]
- 2021 – 12 877[3]